# Verdinser Plattenspitze
Die Verdinser Plattenspitze bzw. der Verdinser Plattenspitz, auch Alplattspitze genannt, ist ein 2680 m s.l.m. hoher Berg im Westkamm der Sarntaler Alpen, einem Gebirge in der italienischen Provinz Südtirol. Sie liegt auf der Grenze der Südtiroler Gemeinden Schenna, Hafling und Sarntal östlich von Passeier, westlich des Sarntals und nördlich des Skigebiets Meran 2000.

## Topographie
Die Verdinser Plattenspitze fällt nach Süden und Westen in steilen Felsplatten zu einem Kar im Süden, das sie von der Westflanke der Hochplattspitze trennt, und den Quellen des Sagbachs, der über den Masulbach zur Passer entwässert wird. Nach Norden, Südwesten und Südosten sendet der Berg Grate, die ihn mit dem Hinteren Plattinger im Norden, der Oswaldscharte und schließlich dem Ifinger im Südwesten sowie der Hochplattspitze im Südosten verbinden. Im Osten findet sich ein breites, mit vielen Felswänden gespicktes Kar, das zum Kratzbergsee und später zum Sagbachtal ausläuft.

## Anstiege
- Von Nordwesten: markierter Bergweg von der Streitweider Alm Nr. 19/19a zur Oswaldscharte
- Von Süden: markierter Bergweg von der Kapelle St. Oswald Nr. 19a zur Oswaldscharte
- Von der Oswaldscharte aus über einen im Schlussstück gesicherten Steig (Weg Nr. 19b) zum Gipfel

## Karten
- Kompass, Sarntaler Alpen - Monti Sarentini, Blatt 56, 1:25000
- Casa Editrice Tabacco, Sarntaler Alpen - Monti Sarentini, Blatt 40, 1:25000
- Casa Editrice Tabacco, Meran und Umgebung - Merano e dintorni, Blatt 11, 1:25000